# キャンディ (リー・モーガンのアルバム)
『キャンディ』（Candy）は、アメリカ合衆国のジャズ・トランペット奏者、リー・モーガンが1958年に発表したスタジオ・アルバム。

## 解説
モーガンのアルバムとしては唯一、ワン・ホーン・カルテット編成で録音された。本作はソニー・クラーク、ダグ・ワトキンス、アート・テイラーを従えた2回のセッションで録音され、「フー・ドゥ・ユー・ラヴ・アイ・ホープ」は両方のセッションで録音されたが、1回目の録音は没となり、2回目の録音が採用された。また、1回目のセッションでは、後に一部リマスターCDのボーナス・トラックとなる「オール・アット・ワンス・ユー・ラヴ・ハー」も録音された。
Stacia Proefrockはオールミュージックにおいて5点満点中4点を付け「モーガンが独自のスタイルを見せつけた最初期の作品の一つ」「メロディ・ラインを奏でる他の管楽器がなく、徹頭徹尾モーガン本人がさらけ出されている中で、美しい演奏をやってのけている」と評している。
本作のステレオ・ヴァージョンは、1969年にサンセット・レコードから『All the Way』というタイトルで発売されたのが最初である。

## 収録曲
1. キャンディ - "Candy" (Mack David, Alex Kramer, Joan Whitney Kramer) - 7:04
2. シンス・アイ・フェル・フォー・ユー - "Since I Fell for You" (Buddy Johnson) - 5:37
3. C.T.A. - "C.T.A." (Jimmy Heath) - 5:07
4. オール・ザ・ウェイ - "All the Way" (Sammy Cahn, Jimmy Van Heusen) - 7:23
5. フー・ドゥ・ユー・ラヴ・アイ・ホープ - "Who Do You Love, I Hope" (Irving Berlin) - 4:59
6. パーソナリティ - "Personality" (Johnny Burke, J. Van Heusen) - 6:11

### リマスターCDボーナス・トラック
1. オール・アット・ワンス・ユー・ラヴ・ハー - "All at Once You Love Her" (Oscar Hammerstein II, Richard Rodgers) - 5:26

## 参加ミュージシャン
- リー・モーガン - トランペット
- ソニー・クラーク - ピアノ
- ダグ・ワトキンス（英語版） - ベース
- アート・テイラー - ドラムス